# Chadija Dawletszyna
Chadija Lutfułłowna Dawletszyna zd. Iljasowa (ur. 5 marca 1905 w Hasanowie, zm. 5 grudnia 1954 w Birsku) – baszkirska i radziecka pisarka.

## Życiorys
Była córką biednego chłopa. Uczyła się w wiejskiej medresie. W wieku 14 lat straciła ojca. Zmuszona w tej sytuacji podjąć pracę, by utrzymywać rodzinę (miała liczne rodzeństwo), w wieku 15 lat zaczęła uczyć w szkole w sąsiedniej wsi Dingizbajewo. W czasie wojny domowej w Rosji była jedną z pierwszych Baszkirek, które wstąpiły do Komsomołu, widząc w ustroju komunistycznym szansę na wyjście z biedy. Następnie kształciła się w tatarsko-baszkirskim technikum nauczycielskim w Samarze, gdzie nauczyła się języka rosyjskiego i poznała literaturę rosyjską. Ogromne wrażenie zrobiła na niej twórczość Maksima Gorkiego.
Do pisania zachęcił ją mąż, baszkirski bolszewik Gubaj (Gubajdułła) Dawletszyn, który po wojnie domowej współtworzył nowy radziecki system oświaty w Baszkirskiej ASRR, był najpierw zastępcą komisarza oświaty autonomicznej republiki, a następnie komisarzem oświaty. W połowie lat 20. zaczęła pisać wiersze i opowiadania. Równocześnie pracowała jako nauczycielka i wychowawczyni w domu dziecka, w latach 1932–1933 uczyła się w instytucie redakcyjno-wydawniczym w Moskwie, a następnie pracowała w gazecie w rejonie bajmackim Baszkirskiej ASRR.
W 1926 r. opublikowała opowiadanie Pionierka Chyłyukaj. Szersze uznanie przyniosło jej obszerne opowiadanie Ajbika, rozgrywająca się w epoce współczesnej autorce. opublikowane w 1931 r. i kolejny utwór podejmujący tematykę kolektywizacji – Fale kłosów (Baszaktar tułkyny). Płomienne lata (Jałkynły yjłdar) były z kolei obszernym opowiadaniem rozgrywającym się w czasach rewolucji.
W 1934 r. była delegatką na I zjazd pisarzy ZSRR. W latach 1935–1937 studiowała w Baszkirskim Instytucie Pedagogicznym im. Timiriaziewa. W 1936 r. brała udział w III plenum pisarzy ZSRR w Mińsku.
Od początku lat 30. Dawletszyna pracowała nad powieścią Irgiz, w której pisarka ukazała losy Baszkirów w okresie między rokiem 1902 a 1922, na tle rewolucji 1905 r., porewolucyjnych represji, I wojny światowej, rewolucji lutowej i październikowej oraz wojny domowej. Pracę nad utworem przerwało aresztowanie małżonków Dawletszynów w 1937 r. Gubaj Dawletszyn został aresztowany przez NKWD na podstawie fałszywego donosu w sierpniu tego roku; w roku następnym został skazany na śmierć i stracony. Chadija Dawletszyna została oskarżono o to, że nie poinformowała władz o kontrrewolucyjnej działalności męża i skazana na pięć lat łagrów. Karę odbywała w Mordowii. W 1957 r. Dawletszyn został zrehabilitowany.
Chadija Dawletszyna została zwolniona z łagru w 1942 r. Władze nakazały jej zamieszkać w Birsku i zabroniły opuszczania miasta. Nie miała również prawa publikować swoich utworów. Dawletszyna pracowała jako sprzątaczka w instytucie pedagogicznym w Birsku. W 1951 r. zwróciła się listownie do przewodniczącego Związku Pisarzy ZSRR Aleksandra Fadiejewa, prosząc o pomoc w opublikowaniu Irgizu i deklarując, że nigdy nie przestała być wierna państwu radzieckiemu oraz marksizmowi-leninizmowi. Jednak powieść, jej najważniejsze dzieło, ukazało się drukiem dopiero po śmierci pisarki, w 1957 r.
W 1967 r. Dawletszynie pośmiertnie przyznano Nagrodę Republikańską im. Saławata Julajewa, ustanowioną w tym samym roku. W latach 80. w radzieckim Baszkortostanie ponownie opublikowano zbiór jej opowiadań. W kolejnych latach jej imieniem nazwano bulwar w Ufie, stolicy Baszkortostanu, a także ulice w innych miejscowościach republiki.